# Roswell (Dakota del Sud)
Roswell és una població dels Estats Units a l'estat de Dakota del Sud. Segons el cens del 2000 tenia 21 habitants.

## Demografia
Segons el cens del 2000, Roswell tenia 21 habitants, 12 habitatges, i 5 famílies. La densitat de població era de 5,8 habitants per km².
Dels 12 habitatges en un 16,7% hi vivien nens de menys de 18 anys, en un 41,7% hi vivien parelles casades, en un 41,7% dones solteres, i en un 58,3% no eren unitats familiars. En el 58,3% dels habitatges hi vivien persones soles el 25% de les quals corresponia a persones de 65 anys o més que vivien soles. El nombre mitjà de persones vivint en cada habitatge era d'1,75 i el nombre mitjà de persones que vivien en cada família era de 2,8.
Per edats la població es repartia de la següent manera: un 19% tenia menys de 18 anys, un 0% entre 18 i 24, un 19% entre 25 i 44, un 28,6% de 45 a 60 i un 33,3% 65 anys o més.
L'edat mediana era de 48 anys. Per cada 100 dones de 18 o més anys hi havia 112,5 homes.
La renda mediana per habitatge era de 6.750 $ i la renda mediana per família de 51.250 $. Els homes tenien una renda mediana de 38.750 $ mentre que les dones 0 $. La renda per capita de la població era d'11.429 $. Cap de les famílies i el 33,3% de la població estaven per davall del llindar de pobresa.

## Poblacions més properes
El següent diagrama mostra les poblacions més properes.